# Falkensteinkirchlein

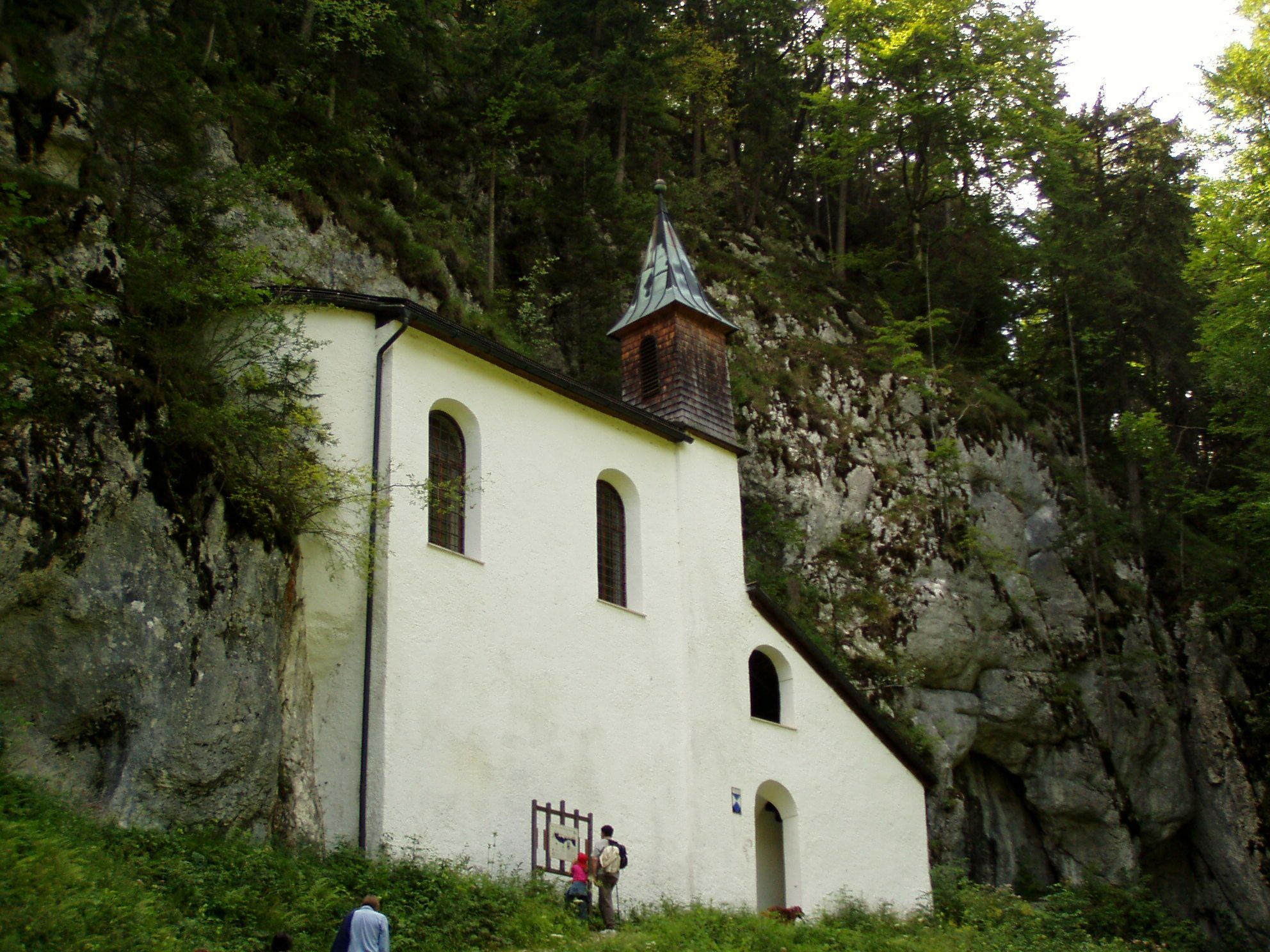
Wallfahrtskirchlein auf der Falkensteinwand

Das Falkensteinkirchlein am Wolfgangsee ist eine römisch-katholische Wallfahrtskirche in der Gemeinde Sankt Gilgen im Bezirk Salzburg-Umgebung, die Unserer Lieben Frau und dem hl. Wolfgang geweiht ist. Das Kirchlein auf der Falkensteinwand, dem markanten Felsabbruch in den Wolfgangsee, ist der Hauptpunkt einer Gruppe von Gedenkkapellen entlang des St.-Rupert-Pilgerweges von Sankt Gilgen nach St. Wolfgang im Salzkammergut.

## Geschichte
Eine Wolfgangskapelle auf dem Falkenstein wurde 1350 das erste Mal urkundlich erwähnt. 1626 ließ der Salzburger Pfleger von Hüttenstein, Johann Wilhelm Lueger, um eine Höhle in der Falkensteinwand mit einer Durchschlupfstelle, einem sogenannten Schliefstein, die heutige Kirche erbauen. Im 16. Jahrhundert war der Falkenstein eine der wichtigsten Pilgerstätten Europas. In Spitzenjahren waren etwa 300.000 Pilger am Falkenstein. Die Pilger durchschloffen die Durchschlupfstelle ungeschaut und ungeschrien, das heißt ohne zurückzuschauen und schweigend. Von einem Schliefstein hieß es, dass auch der „Dickste, wenn er frei von Sünden ist,“ durch ihn hindurchkomme. Schwangere erhofften sich eine leichtere Entbindung. Um 1692 wurde das Kirchlein erneuert. Restaurierungen waren 1923, 1937 und 1958.
Von 1659 bis 1811 lebten Einsiedler in der Nähe der Kirche. Auf der Lichtung unterhalb des Kirchleins wurde die Fundamente einer Klause entdeckt (2012), welche ehemals mit zwei Eremiten besetzt war.

## Architektur

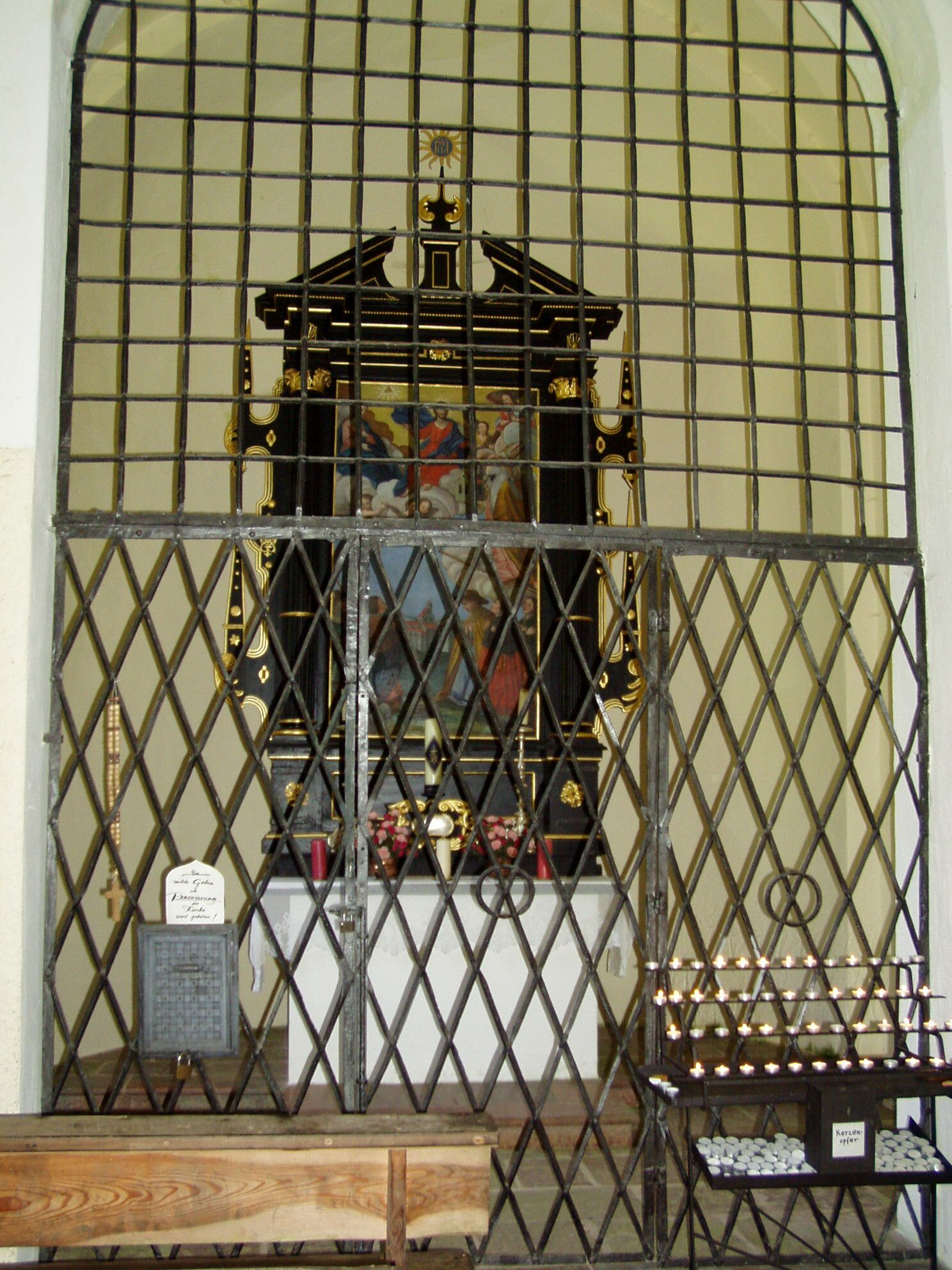
Abgegitterter Chor mit Altar

Die an einen Felsabbruch seitlich angebaute Kirche umfasst eine Unterkonstruktion mit einem darüberliegenden Saalbau mit einem Chor mit Rundbogenfenstern und einem Dachreiter. In der Längsachse schließt ein Anbau mit einem Stiegenhaus mit Rundbogenfenstern unter einem Pultdach an.
Dem Saalraum des Kirchleins mit einem Kreuzgratgewölbe folgt ein eingezogener Triumphbogen und dahinter ein querrechteckiges Chorjoch mit einer eingezogenen Halbkreisapsis. Der Plattenboden der Kirche mit Rotmarmor zeigt bei der Stufe zum Chor die Jahresangabe 1692. Die seitliche Mauer ist in voller Höhe mit Rundbogenarkaden zur Felswand geöffnet und wird durch einen breiten schräg auch in den Saalraum hineinstehenden Stiegenaufgang durchbrochen, welcher zur erhöht gelegenen Felsnische führt, mit einem Raum analog eines Oratoriums mit einem Rundbogenfenster zum Chor.

## Ausstattung
Der Altar um 1630 ist eine freistehende Säulenädikula mit Sprenggiebel und seitlichen Ornamentflügeln in Schwarz-Gold-Fassung. Das Altarbild zeigt Christus und die Heiligen Maria und Wolfgang über Wolfgangspilgern. Es stammt von Adam Pürkmann und wurde um 1630 gemalt.

## Weitere Wegkapellen am Falkenstein

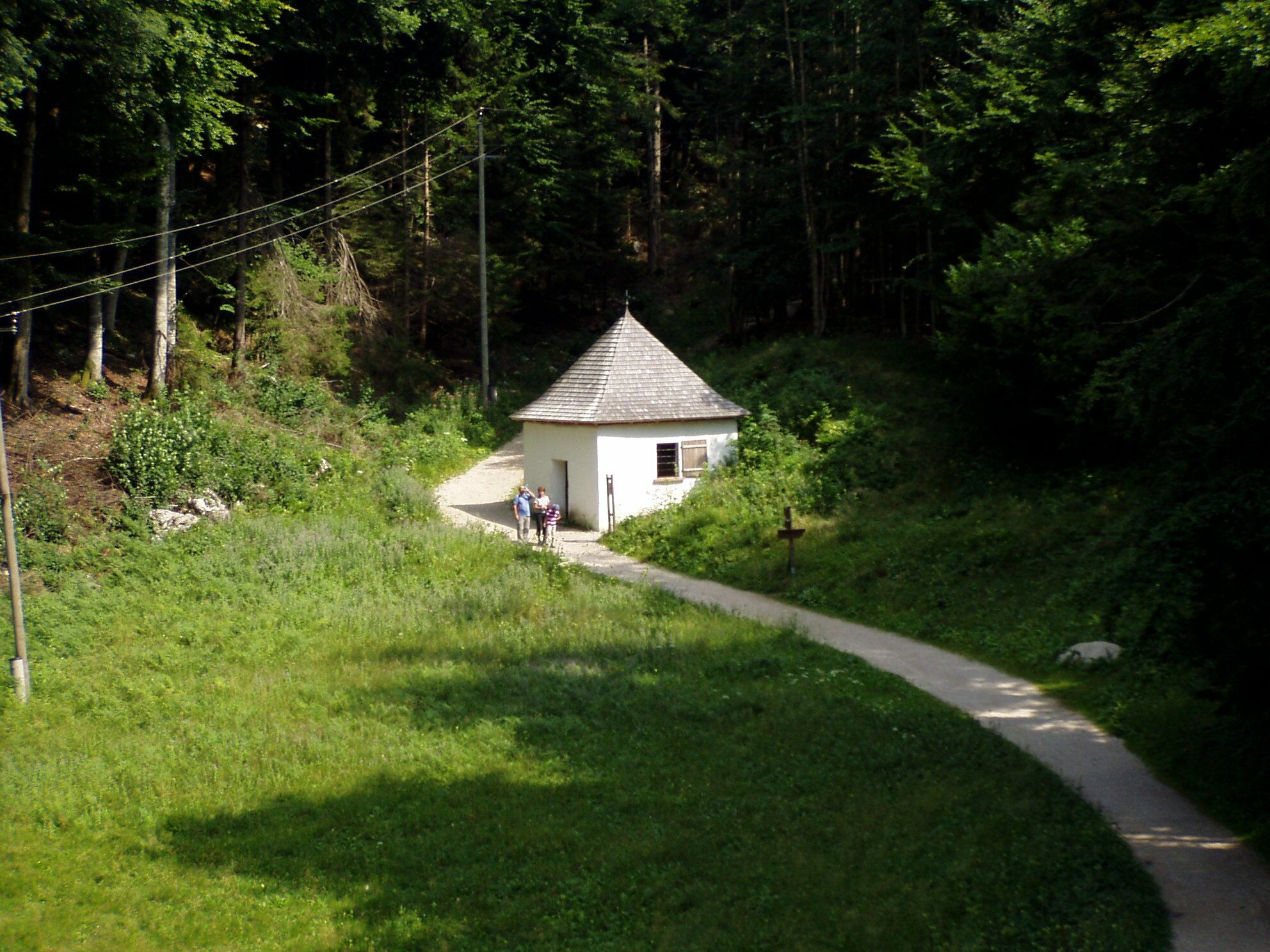
Brunnkapelle

- Schächerkapelle am nördlichen Anstieg von Fürberg, Halbrundbau aus 1751 mit mächtiger Rundbogenarkade und einem Schnitzkruzifix im Stil des 18. Jahrhunderts.
- Brunnkapelle am Aufstieg zum Falkensteinkirchlein, der Legende nach an der Stelle einer von Wolfgang hervorgerufenen Quelle, urkundlich 1669 erbaut, 1724 erneuert, quadratischer Barockbau unter einem Pyramidendach mit Schindeldeckung, mit Rotmarmorplattenboden und Quellbecken im bergseitigen Felssockel, mit dem Ölbild Quellwunder des hl. Wolfgang vom Maler Wolfgang Spieß aus dem 2. Viertel des 18. Jahrhunderts. Von der Quelle wurden früher jährlich mehrere Tausend Fläschchen verschickt. Das Wasser sollte Augenschmerzen lindern und die Behexung der Haustiere aufheben, womit die Heilung von Viehkrankheiten gemeint ist. Im Wolfganger Mirakelbuch aus dem Jahr 1753 wird das Heilwasser mehrmals erwähnt, das besonders auch von Frauen bei Unfruchtbarkeit getrunken wurde.[6]
- Schlafkapelle, an die Felswand angefügter barocker Rechteckbau aus dem 17. Jahrhundert mit Schindelwalmdach und Kreuzgratgewölbe, mit Legendenbild mit sieben Szenen aus dem Leben des Wolfgang in jetziger Form aus der 1. Hälfte des 19. Jahrhunderts.
- Hackelwurfkapelle, am südlichen Abbruch des Weges zum See, der Legende nach an der Stelle des Beilwurfes Wolfgangs, quadratischer Holzbau mit Pyramidendach aus dem 19. Jahrhundert. In ihr befindet sich ein Steinmonument aus dem 15. Jahrhundert, das an den Seiten Reliefs trägt, darstellend den hl. Michael mit dem Drachen, eine Figur mit einer Hellebarde, ein Wappen und der die Axt werfende hl. Wolfgang. Außerdem eine drehbare Steinsäule, die von Pilgern als Buße gedreht wurde, sich jetzt aber in Salzburg befindet.
- Rastkapelle, am Abstieg zu See nach Ried, der Legende nach über einem Raststein des Wolfgang, übergiebelter Nischenbildstock
- Falkensteinbauernkapelle bei Ried, quadratische Barockbau mit Pyramidendach